# The Locos
The Locos (zu dt.: die Verrückten) sind eine spanische Ska-Punk-Band aus Madrid.

## Bandgeschichte

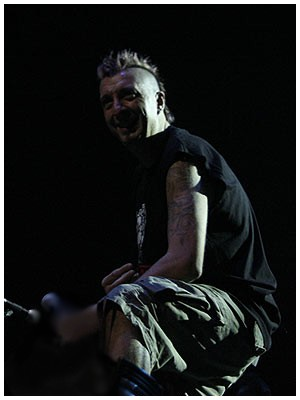
Sänger und Frontmann Pipi

The Locos wurden 2005 nach Bekanntgabe der Pause von Ska-P durch deren Showman und zweiten Sänger Pipi gegründet. Nach einem Jahr der Pause gab Pipi bekannt, dass The Locos jetzt seine Band sei und er vorerst nicht zu Ska-P zurückkehren wolle.
Es wurde ehemals für Ska-P bestimmtes Material verarbeitet, aber auch komplett neue Lieder geschrieben. Das erste veröffentlichte Album war „Jaula de Grillos“, welches am 9. Mai 2006 in Spanien erschien und am 2. Juni desselben Jahres in Deutschland veröffentlicht wurde. Die Texte sind politisch orientiert, ähnlich wie schon bei Ska-P, so werden aktuelle Themen wie das Leiden der Flüchtlinge vor Europa und der Klimawandel musikalisch behandelt.
Die Band, wie auch Pipi selbst, engagiert sich sehr stark sozial, so wurde ein Video zu dem Lied „Resistiré“ gedreht, mit welchem Spenden für Kinder in Not gesammelt wurden. Auf Konzerten werden regelmäßig Kleider und Sachspenden für Waisenhäuser in Südamerika gesammelt.
Die erste große Tour "Gira Jaula de Grillos" führte die Band durch fast ganz Europa und Südamerika, wo sie mit Bands wie den Asesinos Cereales, Sondaschule und No Relax auftraten.
Das zweite Album Energía inagotable (zu deutsch: Unerschöpfliche Energie) erschien in Deutschland am 9. Mai 2008, in Spanien bereits am 14. April.
Das dritte Album Tiempos difíciles (zu deutsch: Harte Zeiten) wurde im August 2011 bestätigt und wird voraussichtlich im Januar 2012 erscheinen. In diesem Jahr wird die Band auch in Deutschland einige Konzerte geben.

## Diskografie
Alben
- 2006: Jaula de Grillos
- 2008: Energía Inagotable
- 2012: Tiempos difíciles